# Distretto di Tarime
Il distretto di Tarime è un distretto della Tanzania situato nella regione di Mara. È suddiviso in 30 circoscrizioni (wards) e conta una popolazione di 339 693 abitanti (censimento 2012).
Elenco delle circoscrizioni:
- Binagi
- Bomani
- Bumera
- Genyange
- Gorong'a
- Itiryo
- Kemambo
- Kentare
- Kibasuka
- Kiore
- Komaswa
- Manga
- Matongo
- Mbogi
- Muriba
- Mwema
- Nyakonga
- Nyamaranga
- Nyamisangura
- Nyamwaga
- Nyandoto
- Nyansincha
- Nyanungu
- Nyarero
- Nyarokoba
- Pemba
- Sabasaba
- Sirari
- Susuni
- Turwa